# 대전석교초등학교
대전석교초등학교는 대한민국 대전광역시 중구 석교동에 있는 공립 초등학교이다.

## 학교 연혁
- 1967년 9월 1일 대전석교초등학교 개교
- 1982년 12월 1일 대전옥계초등학교 분리
- 2002년 11월 6일 다목적 체육관 준공
- 2007년 9월 14일 석교도서관 및 특별실 개관식
- 2007년 11월 9일 남자배구부 창단식
- 2008년 2월 20일 어학실 현대화사업
- 2009년 8월 31일 급식실 현대화 사업
- 2010년 7월 5일 체육관 탄성고무판 바닥재 시공
- 2010년 10월 11일 학생 안전지킴이용 CCTV 설치 완료
- 2011년 1월 14일 학생안전강화학교 시스템 설치
- 2014년 3월 1일 22학급 편성(특수학급 1학급 포함)
- 2014년 3월 1일 병설유치원 개원
- 2017년 2월 17일 제49회 졸업장 수여
- 2017년 3월 1일 18학급 편성(특수 1학급 포함)
- 2017년 3월 1일 유치원 2학급 편성(특수 1학급 포함)

## 참고 자료
- 대전석교초등학교 - 한국교육학술정보원 학교알리미